# Ali Boumnijel
Ali Boumnijel (arab.: علي بومنيجل, ur. 13 kwietnia 1966 w Menzel Sealih) – tunezyjski piłkarz grający na pozycji bramkarza.

## Kariera sportowa
51 razy (stan na 23 czerwca 2006) wystąpił w reprezentacji Tunezji, był jej podstawowym bramkarzem w Mistrzostwach Świata 2002, Pucharze Narodów Afryki 2004 i Mistrzostwach Świata 2006. Występował w takich zespołach jak: AS Nancy, FC Gueugnon, SC Bastia, FC Rouen i Club Africain.